# Qinngua
Qinngua (o Qíngua) è un villaggio della Groenlandia di 5 abitanti (gennaio 2005). Si trova a 61°14'N 45°31'O; appartiene al comune di Kujalleq.